# Поуис (королевство)
Королевство По́уис (валл. Teyrnas Powys) — одно из средневековых королевств Уэльса, занимавшее его восточную часть. Королевство возникло на племенных землях корновиев после ухода римлян из Британии и вначале занимало территорию от гор Западного Уэльса до нынешнего Западного Мидленда, включая плодородные долины Северна и Терна. Древним центром племени корновиев был Роксетер (лат. Viroconium Cornoviorum).

## История
В VI веке Талиесин, древнейший из валлийских поэтов, чьи произведения дошли до наших дней, был придворным поэтом правителей Поуиса в Пенгверне (около нынешнего Шрусбери).
В результате прихода англосаксов бритты были оттеснены на запад, за Северн (в частности, после битвы при Честере в 616 году, проигранной Селивом ап Кинаном войскам Мерсии), и в конечном счёте восточная граница Поуиса установилась вдоль вала Оффы. Памятником этого периода является поэзия Лливарха Старого и Хелед.
С VIII века центром Поуиса становится замок Матравал.
В IX веке Поуис присоединяется к Гвинеду после женитьбы гвинедского правителя Мервина на Нест, дочери поуисского короля Кингена. Трон унаследовал Родри Великий, и его потомки правили Поуисом до присоединения к Англии: вначале это были короли Гвинеда (дом Аберфрау), позже к власти приходит династия Диневура (диведская ветвь дома Родри), а затем — младшая ветвь диневурской династии, получившая название дома Матравала.
В XI и XII веках Поуис стал своеобразным яблоком раздора между англо-норманскими лордами Валлийской марки и набиравшим силу Гвинедом. В 1160 году, после смерти Мадога ап Маредида, королевство было разделено на две части: Поуис Вадог (северная часть) и Поуис Венвинвин (южная часть). Правители Поуис Вадога в основном поддерживали Гвинед против английского короля, и после поражения Лливелина Последнего это княжество было упразднено, войдя в состав новых графств Денбишир и Флинтшир. Правители Поуис Венвинвина, напротив, тяготели к английской стороне. Сын последнего валлийского правителя Грифида ап Гвенвинвина Оуэн де ла Поль стал предком известной дворянской семьи де ла Поль (графов Суффолк, позже графов Линкольн), из которой происходил, в частности, Джон де ла Поль, один из йоркистских претендентов. Само королевство Поуис Венвинвин также было упразднено в 1283 году и включено в состав графств Монтгомеришир и Радноршир.
В честь королевства названа область Поуис на спутнике Юпитера Европе.

## Название королевства
Название Поуиса (англ. Powys) считается произошедшим от позднелат. pagenses (от лат. pagus — «сельская местность», «округ», что созвучно с лат. paganus) — «пограничные округа».